# کتاب‌های سیبیل

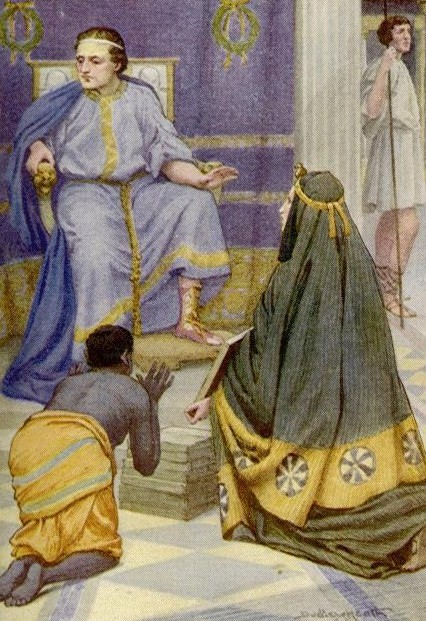
کتاب‌های سیبیل

کتاب‌های سیبیل (لاتین: Libri Sibyllini) مجموعه‌ای از گفته‌های سخنوری وخشور (کسی یا واسطه‌ای که گمان می‌رفت بتواند اندرزها و مشاوره‌های بخردانه بدهد یا پیشگویی و پیش‌بینی و غیبگویی کند) به سبک هگزامتر در یونان باستان بود.
طبق سنت گفته می‌شود که توسط آخرین پادشاه روم باستان، لوسیوس تارکوینیوس سوپربوس از سیبیل (پیشگو) خریداری شد و در بحران‌های مهم در طول جمهوری روم و امپراتوری روم مورد مشورت قرار گرفتند. فقط قطعاتی از آن باقی مانده‌است، بقیه از بین رفته یا عمداً در کتاب‌سوزی نابود شده‌اند.
کتاب‌های سیبیل را نباید با کتاب‌های به‌اصطلاح اوراکل‌های سیبیلی اشتباه گرفت، دوازده کتاب پیش‌گویی که گمان می‌رود منشأ یهودی-مسیحی دارند.